# Hora extra
Em Direito do trabalho, hora extra consiste no tempo laborado além da jornada diária estabelecida pela legislação ou contrato de trabalho.

## Direito Brasileiro
No Brasil, há a limitação da prática de horas extras, bem como o pagamento de valor adicional, nunca inferior a 50% do valor da hora normal. 
A matéria foi originalmente regulamentada no artigo 59 da Consolidação das Leis do Trabalho (CLT). Posteriormente, foi elevada ao campo do direito constitucional ao ser inserida no artigo 7°, XVI, da Constituição Federal de 1988.

### Duração
A prestação de labor extraordinário tem o limite diário máximo de duas horas, sendo um exagero punível com multas a exigência de cumprimento de jornadas extraordinárias além da décima hora.
O artigo 59 da CLT dispõe que - "A duração normal do trabalho poderá ser acrescida de horas suplementares, em número não excedente de 2 (duas), mediante acordo escrito entre empregador e empregado, ou mediante contrato coletivo de trabalho" 
Conclui-se que o legislador, ao escrever no artigo "....em número não superior a duas horas...", não quer que o trabalhador ultrapasse uma jornada de dez horas por dia. Esta premissa fica clara quando, no final do parágrafo 2º do mesmo artigo, estabelece a possibilidade de compensação destas horas desde que não seja ultrapassada a jornada máxima de dez horas. 
Dessa forma, a prorrogação de jornada de trabalho não pode ser superior a 2 (duas) horas diárias,
Somente é admissível a prorrogação deste limite, mediante situação de força maior, serviço inadiável ou prejuízos iminentes ao empregador. A referida exceção não é exposta de forma clara na lei (CLT art. 61), devendo ser utilizada com cautela e mantido em registro o fato que lhe deu causa, evitando assim eventual multa por parte da fiscalização.

### Valor do adicional
Todo empregado que laborar em jornada elastecida terá direito a perceber um adicional de no mínimo 50% sobre o valor da hora normal. Se a jornada elastecida for realizada extraordinariamente aos domingos e feriados, o valor do adicional será elevado para 100%. 
Tais valores são garantias mínimas, podendo se acordado em contrato de trabalho ou instrumento normativo, percentuais mais elevados.

Exemplo: Se um trabalhador recebe R$1.650,00 e trabalha 220h por mês. Se ele exercer 10 horas extras quanto ele irá receber? Neste caso devemos dividir o salário bruto pelo total de horas trabalhadas no mês, e a este valor acrescentar 50%. Por fim, multiplicar por 10 que é o total de horas extras trabalhadas.

Cálculo:

1650 : 220 = 7,5 

50/100 de 7,5 = 0,5 . 7,5 = 3,75 

Valor da hora extra é: 7,5 + 3,75 = 11,25 

Total de hora extra a receber: 10 . 11,25 = 112,5 

Deverá receber de hora extra R$ 112,50

### Impedimentos
O parágrafo 4º do artigo 59 da CLT determina que os empregados sob o regime de tempo parcial não poderão prestar horas extras.
E o artigo 413 do mesmo diploma legal dispõe que é proibido prorrogar a duração normal diária do trabalho do menor, salvo: 
I - até mais 2 (duas) horas, independentemente de acréscimo salarial, mediante convenção ou acordo coletivo nos termos do Título VI desta Consolidação, desde que o excesso de horas em um dia seja compensado pela diminuição em outro, de modo a ser observado o limite máximo de 44 (quarenta e quatro) horas semanais ou outro inferior legalmente fixada; 
II - excepcionalmente, por motivo de força maior, até o máximo de 12 (doze) horas, com acréscimo salarial de, pelo menos, 50% (cinquenta por cento) sobre a hora normal e desde que o trabalho do menor seja imprescindível ao funcionamento do estabelecimento. 

### Descanso semanal remunerado sobre horas extras
As horas extras estende, prolonga, aumenta a jornada de trabalho, e por consequência, reflete no pagamento no dia do descanso, que normalmente recai num domingo e feriado.
O descanso semanal remunerado tem sua previsão legal sustentada no:
- Art. 1º a Lei 605/49 "Todo empregado tem direito ao repouso semanal remunerado de vinte e quatro horas consecutivas, preferentemente aos domingos e, nos limites das exigências técnicas das empresas, nos feriados civis e religiosos, de acordo com a tradição local".
- No inciso XV da CF/88 " repouso semanal remunerado, preferencialmente aos domingos".
- Na CLT Art. 67 - "Será assegurado a todo empregado um descanso semanal de 24 (vinte e quatro) horas consecutivas, o qual, salvo motivo de conveniência pública ou necessidade imperiosa do serviço, deverá coincidir com o domingo, no todo ou em parte".
- Súmula TST Nº 172 REPOUSO REMUNERADO. HORAS EXTRAS. CÁLCULO - Computam-se no cálculo do repouso remunerado as horas extras habitualmente prestadas.

Do exposto, vemos que não estão inclusas as horas extras no dia de descanso, mas a legislação determina que seja calculado esse reflexo. 

### Desconto de faltas
Da mesma forma que a hora extra, o atraso ou falta pode ser descontado do salário de forma análoga.
Desconta-se o DSR em virtude das faltas e/ou atrasos. O DSR é descontado de acordo com a Lei n. 605 de 5 de janeiro de 1949, artigo 6. que diz:
"Não será devido a remuneração (do DSR) quando, sem motivo justificado, o empregado não tiver trabalhado durante toda a semana anterior, cumprindo integralmente o seu horário de trabalho."
Ou seja, falta ou atraso numa semana perde o DSR da semana. Se as faltas e atrasos forem em duas semanas diferentes do mês, perde dois DSRs e assim por diante. Esta regra não faz distinção entre horista e mensalista mas existem entendimentos controversos a respeito.
Faltas justificadas não podem ter o DSR descontado, são elas:
a) até dois dias consecutivos em virtude de falecimento do cônjuge, ascendente (pais, avós etc.), descendente (filhos, netos etc.), irmão ou pessoa que, declarada na carteira de trabalho do empregado, viva sob a sua dependência econômica;
b) até três dias consecutivos, em virtude de casamento;
c) um dia, em cada doze meses de trabalho, em caso de doação voluntária de sangue, que deve ser comprovada;
d) até dois dias, consecutivos ou não, para o fim de alistamento eleitoral;
e) período de tempo necessário ao cumprimento das exigências do serviço militar;
f) ausência para realização de exame vestibular para ingresso em estabelecimento de ensino superior, devidamente comprovada;
g) nos casos de doença, devidamente comprovada. Nesta hipótese, a justificativa da ausência deve observar a ordem preferencial dos atestados médicos estabelecida em lei, assim:
1. médico da empresa;
2. médico do órgão previdenciário;
3. médico do SESI, SESC, SENAR ou SEST;
4. médico de repartição federal, estadual ou municipal, incumbida de assuntos de higiene e saúde;
5. inexistindo na localidade os médicos acima especificados, por médico do sindicato a que pertença o empregado ou por profissional da escolha deste;

h) ausência por motivo de acidente de trabalho;
i) paralisação das atividades por motivo exclusivo do empregador;
j) ausência justificada pela empresa, assim entendida aquela que não houver acarretado o correspondente desconto na remuneração;
k) as ausências motivadas pelo comparecimento necessário à Justiça do Trabalho (reclamante, testemunha, parte etc.);
l) durante o licenciamento compulsório da empregada por motivo de maternidade ou aborto, observados os requisitos para percepção do salário maternidade custeado pela Previdência Social;
m) até nove dias no caso de professor, por motivo de gala ou luto, em consequência de falecimento do cônjuge, do pai ou mãe, ou de filho;
n) durante a suspensão preventiva para responder a inquérito administrativo ou de prisão preventiva quando for impronunciado ou absolvido;
o) cinco dias, no caso de nascimento de filho, licença-paternidade, nos termos do art. 10,§ 1º, do Ato das Disposições Constitucionais Transitórias ADCT, da Constituição Federal de 1988.

### Compensação
O empregador poderá pactuar com seus empregados um sistema de banco de horas, que consiste num programa de compensação, onde horas trabalhadas a mais ou a menos podem ser compensadas posteriormente.